# Bastam
Bastam o Bistam (en persa بسطام) és una ciutat de l'Iran situada al Khorasan, a 6 km al nord de Xahrud, en un contrafort de les muntanyes Elburz. Hauria estat fundada vers el 590 pel sassànida Bistam, un militar que fou governador de la regió i pretendent al tron. Fou ocupada pels àrabs dirigits per Suwayd ibn Mukarrin abans d'entrar al Gurgan, però la data exacta en què va passar no es coneix. Durant el Califat Abbàssida fou la segona ciutat de la província de Kumis després de la capital Damghan. Després de la invasió mongola va entrar en decadència (segle xiii) i Shahrud la va substituir. La ciutat és coneguda pels seus monuments datant del període de l'Il-kanat i per haver-hi viscut el gran mestre sufí Abu-Yazid al-Bistamí (o Bayazid), del qual hi ha el mausoleu. També hi ha les restes d'una antiga ciutadella del segle xii així com una mesquita que data del segle xviii amb un minaret força més antic.